# Greatest Hits (blink-182)
Blink-182 Greatest Hits är ett musikalbum av gruppen blink-182. Det kom ut 2005. 

## Låtar på albumet
1. "Carousel" - 3:13 (från Cheshire Cat)
2. "M+M's" - 2:36 (från Cheshire Cat)
3. "Dammit" - 2:46 (från Dude Ranch)
4. "Josie" - 3:05 (från Dude Ranch)
5. "What's My Age Again?" - 2:30 (från Enema of the State)
6. "All the Small Things" - 2:52 (från Enema of the State)
7. "Adam's Song" - 4:09 (från Enema of the State)
8. "Man Overboard" - 2:47 (från The Mark, Tom, And Travis Show)
9. "The Rock Show" - 2:49 (från Take Off Your Pants and Jacket)
10. "First Date" - 2:49 (från Take Off Your Pants and Jacket)
11. "Stay Together For The Kids" - 3:59 (från Take Off Your Pants and Jacket)
12. "Feeling This" - 2:53 (från blink-182s obetitlade album)
13. "I Miss You" - 3:47 (från blink-182s obetitlade album)
14. "Down" - 3:14 (från blink-182s obetitlade album)
15. "Always" - 4:12 (från blink-182s obetitlade album)
16. "Not Now" - 4:25 (bonusspår på UK-versionen av blink-182s obetitlade album)
17. "Another, Girl Another Planet" (The Only Ones-cover) - 2:41